# Françoise Pierzou
Françoise Pierzou (* 24. Dezember 1944 in Mesnil-Simon bei Paris) ist eine französische Künstlerin im Bereich konstruktivistisch-konkreter Malerei. Sie lebt und arbeitet seit 1964 in Deutschland.

## Leben und Werk
Nach ihrer Ausbildung am Lycée d’Art Ganneron in Paris studierte Françoise Pierzou von 1967 bis 1973 an der Kunstakademie in München bei Jean-Jacques Deyrolle, Raimer Jochims und zuletzt als Meisterschülerin bei Günter Fruhtrunk. Seitdem arbeitet sie freischaffend in München und Südfrankreich. Seit 2009 ist sie Mitglied der Künstlergruppe Art Construit International (ACI) in Paris.
Das Werk von Françoise Pierzou ist vor allem durch ihre „Faltungen“ („pliages“) – beidseits bearbeitete Leinwände, deren Vor- und Rückseiten durch den Faltungsvorgang nebeneinander präsentiert werden – bekannt geworden. Die Faltungen stellen eine konsequente Weiterentwicklung ihrer raumbezogenen Arbeiten dar. Hierzu zählen Stabbilder (ab 1975), mehrteilige Bilder (ab 1978) und Wandmalereien (ab 1981). Gemeinsam ist vielen Arbeiten ihre Mehrteiligkeit, die häufig durch verschiedene Materialien geschaffen wird.
Alle ihre Arbeiten stellen die „Wahrheit der Wahrnehmung“, insbesondere die „sinnliche Wahrnehmung der räumlichen Verortung (vorne, hinten, waagerecht senkrecht) in Frage“ und fordern den Betrachter auf, „Position zu beziehen“. Diese ihre Fragestellung wurde bereits 1984 von Eugen Gomringer in seinem Gedicht „Vor Werken von Françoise Pierzou“ beschrieben.

## Ausstellungen (Auswahl)

### Einzelausstellungen
- 2013 Kunsthaus Rehau (ikkp), Rehau
- 1991 Galerie Edith Wahlandt, Stuttgart
- 1986 Galerie Edith Wahlandt, Stuttgart
- 1986 Galerie Karin Fesel, Düsseldorf
- 1984 Galerie Lüpke, Frankfurt
- 1983 Galerie Waßermann, München
- 1983 Galerie Dr. Luise Krohn, Badenweiler
- 1982 Galerie Artline, Den Haag (mit Martin Barré)
- 1981 Edition und Galerie Hoffmann, Friedberg/Hessen
- 1981 Galerie Jesse, Bielefeld
- 1981 Ulmer Museum, Ulm
- 1980 Galerie Waßermann, München
- 1980 Galerie Edith Wahlandt, Schwäbisch Gmünd
- 1979 edition e, Feldkirchen
- 1979 Städtische Galerie Villingen-Schwenningen (mit Osamu Nakajima)

### Gruppenausstellungen
- 2018 Kunsthaus Rehau (ikkp), Rehau
- 2017 Centro Cultural Mario Monreal, Sagunto, Spanien
- 2015 L'Espace Abstract Project 5, Paris
- 2013 Asociación Cultural Humbold, Caracas, Venezuela
- 2013 Gallery Jorge Hulian, Miami, USA
- 2013 Centro Culturale L’Appprodo, Avellino, Italien
- 2012 Frauenmuseum Bonn, Die Rationale III
- 2012 Mostra d’Oltramare, Neapel
- 2011 Art Nouveau Gallery, Miami, USA
- 2010 Alliance Française, Quito, Equador
- 2010 Galeria Espacio Chroma, Valencia, Venezuela
- 2010 Kunsthaus Rehau, 10 Jahre ikkp – 10 Jahre Kunsthaus Rehau
- 2010 Galerie NMariño, Paris
- 2009 Museo de Arte Contemporáneo, Porlamar, Venezuela
- 2009 Galerie und Edition Gudrun Spielvogel, München
- 2009 Museum of Geometric and MADI Art, Dallas, USA
- 2009 Galerie NMariño, Paris
- 2009 Galeria Espacio Chroma, Valencia, Venezuela
- 1988 Städtisches Museum, Schwäbisch Gmünd
- 1986 Galerie Klein, Bonn
- 1986 Edition und Galerie Hoffmann, Friedberg/Hessen: Die Ecke
- 1985 Frauenmuseum Bonn: Die Rationale
- 1978 Kunstverein München

### Salons
Regelmäßige Teilnahme am „Salon des Réalités Nouvelles“ und am „Salon Comparaisons“ in Paris.

### Editionen
- 1985 „Freunde für Gomringer“, Zum 60. Geburtstag von Eugen Gomringer (26 × 26,5 cm), mit Werken von 18 Künstlern, Auflage 60 + 6 Exemplare, alle nummeriert und signiert, darunter eine Farbserigrahie von Françoise Pierzou, herausgegeben von Wolfgang Wassermann, edition e, München, 1985.
- 1984 „Françoise Pierzou“, Mappenwerk bestehend aus drei signierten Collagen (41 × 35 cm) und einem Gedicht von Eugen Gomringer „Vor Werken von Françoise Pierzou“, herausgegeben von der edition hoffmann, Friedberg/Hessen, 1984.

## Öffentliche Sammlungen
- Kunsthalle Mannheim
- Allianz Versicherung, Berlin
- Tetra Pak, Stockholm
- Norddeutsche Landesbank, Göttingen
- Museu de Arte Moderna, Rio de Janeiro
- Museum of Geometric and Madi Art, Dallas
- Kunsthaus Rehau
- Zentrum für Kunst und Medien (ZKM), Karlsruhe